# Shao Jieni
Shao Jieni (chinês: 邵杰妮, pinyin: Shào Jiénī; 24 de janeiro de 1994) é uma jogadora de ténis de mesa portuguesa nascida na China.
Originária de Anshan, Shao Jieni iniciou a sua carreira profissional em Beijing. Em 2010, aos dezasseis anos e sem falar inglês ou português, mudou-se para Gondomar, Portugal, para jogar no clube Ala de Nun'Álvares de Gondomar. Registou-se na Federação Portuguesa de Ténis de Mesa em abril de 2013 e tornou-se nacional portuguesa em agosto de 2015.
Shao competiu nos Jogos Olímpicos de Verão de 2016 no evento individual feminino, onde foi eliminada na segunda volta por Lily Zhang.

## Conquistas

### ITTF Tours
Individuais femininos
| Ano  | Torneio        | Nível   | Adversária final     | Pontuação | Classificação |
| ---- | -------------- | ------- | -------------------- | --------- | ------------- |
| 2015 | Nigéria Open   | Desafio | Dina Meshref         | 4–3       | 1             |
| 2016 | Nigéria Open   | Desafio | Szandra Pergel       | 4–1       | 1             |
| 2019 | Indonésia Open | Desafio | Suthasini Sawettabut | 4-3       | 1             |

Duplas femininas
| Ano  | Torneio        | Nível   | Parceiro     | Adversárias finais                   | Pontuação | Classificação |
| ---- | -------------- | ------- | ------------ | ------------------------------------ | --------- | ------------- |
| 2015 | Nigéria Open   | Desafio | Dina Meshref | Cecilia Akpan Offiong Edem           | 3–1       | 1             |
| 2019 | Indonésia Open | Desafio | Luo Xue      | Suthasini Sawettabut Orawan Paranang | 3-2       | 1             |